# SSM-A-23 Dart
Le XSSM-A-23 Dart est un programme de missile antichar développé pour l'United States Army dans les années 1950. Il s'agit de l'un des tout premiers projets de cette catégorie d'armement aux États-Unis et a été un échec.

## Historique
Alors que les premiers missiles antichars développés en Europe étaient légers pour pouvoir être utilisés par un fantassin, l'US Army voulait un missile lourd conçu non seulement pour détruire des chars, mais aussi pour démolir de solides constructions défensives avec une charge creuse. Proposé par la Aerophysics Development Corporation (ADC) en 1951 l'année de sa création, un contrat est signé en octobre 1953 pour son développement. Les développeurs étaient extrêmement optimistes, prévoyant de construire d'ici deux ans des missiles construits en série à mille dollars américains l'unité (
9556 dollars actuels). Le premier tir d'un prototype a lieu en aout 1954. 
ADC est une filiale de Studebaker-Packard Corporation (en) en 1955, il passe sous le contrôle de Curtiss-Wright Corporation en 1956.

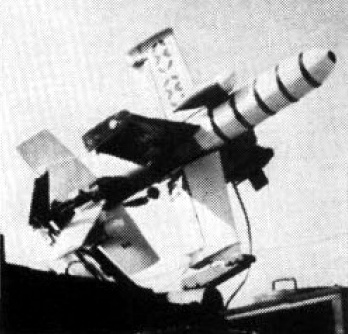
Un missile d'essai en 1957.

Le XSSM-A-23 est similaire au Nord SS.10 mais en trois fois plus lourd, la propulsion est assurée par un moteur de la Grand Central Rocket Company (cofondé en 1952 par C. C. Moseley et Charles Bartley (en), futur Lockheed Propulsion Company (en), filiale de Lockheed), le guidage de cet engin se fait par commande manuelle sur ligne de visée et un dispositif infrarouge. Ce missile avec un empennage cruciforme transporte une ogive à charge creuse de 9 kg capable de pénétrer un blindage de 14 à 16 pouces dans une portée effective de 320 à 4 830 mètres.
Vu sa masse, son poste de tir est employé depuis des véhicules tels que la jeep Willys M38, des camions ou des hélicoptères. 
Le programme est abandonné en 1958 après des difficultés techniques et une augmentation des coûts. Il a couté 47 millions de dollars américains (
416 millions actuels)
.
Les missiles français Nord SS.10 et Nord SS.11 construits sous licence deviennent les premiers missiles antichars employés par les forces américaines.